# کلودیو پلگرینی
کلودیو پلگرینی (انگلیسی: Claudio Pellegrini؛ زادهٔ ۹ مهٔ ۱۹۳۵) فیزیک‌دان اهل ایتالیا است؛ که به خاطر کار پیشگام خود در پرتو ایکس لیزر الکترون آزاد و اثرات جمعی در پرتوهای نسبیتی ذرات مشهور است. او در دانشگاه ساپینزای رم تحصیل کرد.
وی در ۲۰۱۴ برنده جایزه انریکو فرمی شد.